# La Blanca (Oaxaca)
La Blanca es una localidad del Santo Domingo Ingenio, en el Distrito de Juchitán, en el estado de Oaxaca. Siendo la segunda localidad más poblada, por detrás de la cabecera municipal.

## Historia
No sé sabe la fecha exacta de su fundación, pero de tradición oral se le atribuye a fechas que rondan los tiempos de la Revolución Mexicana.
Así mismo los primeros pobladores provenían de comunidades cercanas como Ciudad Ixtepec, Juchitán de Zaragoza y Unión Hidalgo. En ella se habla además del español, el Zapoteco y el Zoque.

## Ubicación
Se encuentra ubicada a 12 km al oeste de la cabecera municipal, en una ruta carretera que transita por la carretera panamericana. 
En las coordenadas geográficas: 16°35′38″N 94°41′31″O / 16.59389, -94.69194.